# Garde-Colombe
Garde-Colombe é uma comuna francesa na região administrativa da Provença-Alpes-Costa Azul, no departamento dos Altos Alpes. Estende-se por uma área de 34.61 km². Em 2010 a comuna tinha 541 habitantes (densidade: 15,6 hab./km²).
Foi criada em 1 de janeiro de 2016, a partir da fusão das antigas comunas de Eyguians, Lagrand e Saint-Genis.